# پل مادلی
پل مادلی (به انگلیسی: Paul Madeley) بازیکن فوتبال زادهٔ ۲۰ سپتامبر ۱۹۴۴ اهل کشور انگلستان بود که سابقهٔ بازی در تیم ملی فوتبال انگلستان را در کارنامهٔ خود دارد. وی در تاریخ ۱۵ مه ۱۹۷۱ نخستین بازی ملی خود را در مقابل تیم ملی فوتبال ایرلند شمالی انجام داد و با حضور در ۲۴ بازی ملی، در تاریخ ۹ فوریه ۱۹۷۷ واپسین بازی ملی‌اش را در برابر تیم ملی فوتبال هلند برگزار کرد.